# Lucas Malacarne
Lucas Damián Malacarne (25 novembre 1989) è un ex calciatore argentino, di ruolo difensore.

## Palmarès

### Club

#### Competizioni nazionali
- Campionato albanese: 1

Dinamo Tirana: 2009-2010